# Integralność terytorialna
Integralność terytorialna – nienaruszalność terytorium danego państwa. Pojmowana w sensie fizycznym, narodowościowym i państwowym stanowi jeden z warunków bezpieczeństwa państwowego.
Termin pojawił się na kongresie wiedeńskim (1815) w związku z przyznaniem gwarancji integralności terytorialnej Szwajcarii i części Sabaudii. W XX wieku integralność terytorialną gwarantowały zapisy zawarte w Pakcie Ligi Narodów, Karcie ONZ, umowach międzynarodowych, także Akcie Końcowym KBWE. Wprowadzały one zakaz użycia siły lub zastosowania jej groźby przeciwko niepodległości państwa i całości jego terytorium.